# Ronde van Campanië 1942
De  zestiende editie van de wielerwedstrijd Ronde van Campanië vond plaats op 20 september 1942. De wedstrijd startte in Napoli en finishte 195 kilometer later in Napoli. De Italiaan Pierino Favalli won de wedstrijd.

## Uitslag
| Plaats  | Naam               | Ploeg     | Tijd     |
| ------- | ------------------ | --------- | -------- |
| Winnaar | Pierino Favalli    | Legnano   | 5u37'55" |
| 2       | Antonio Bevilacqua | Bianchi   | z.t.     |
| 3       | Vasco Bergamaschi  | Viscontea | z.t.     |
| 4       | Gino Bartali       | Legnano   | + 4’20"  |
| 5       | Mario Ricci        | Legnano   | z.t.     |
| 6       | Olimpio Bizzi      | Bianchi   | z.t.     |
| 7       | Adolfo Leoni       | Bianchi   | z.t.     |
| 8       | Glauco Servadei    | Bianchi   | z.t.     |
| 9       | Luciano Succi      | Olmo      | z.t.     |
| 10      | Fausto Coppi       | Legnano   | z.t.     |

1911 · 1912 · 1913 · 1914 - 1920 · 1921 · 1922 · 1923 - 1925 · 1926 · 1927 · 1928 · 1929 · 1930 · 1931 · 1932 · 1933 · 1934 · 1935 · 1936 · 1937 · 1938 · 1939 · 1940 · 1941 · 1942 · 1943 · 1944 · 1945 ·  1946 · 1947 · 1948 · 1949 · 1950 · 1951 · 1952 · 1953 · 1954 · 1955 · 1956 · 1957 · 1958 · 1959 · 1960 · 1961 · 1962 · 1963 · 1964 · 1965 · 1966 · 1967 · 1968 · 1969 · 1970 · 1971 · 1972 · 1973 · 1974 · 1975 · 1976 · 1977 · 1978 · 1979 · 1980 · 1981 · 1982 · 1983 · 1984 · 1985 · 1986 · 1987 · 1988 · 1989 · 1990 · 1991 · 1992 · 1993 · 1994 · 1995 · 1996 · 1997 · 1998 · 1999 · 2000 · 2001